# Tarzan, Lord of the Jungle
Tarzan, Lord of the Jungle (Brasil: Tarzan, O Rei da Jângal / Portugal: Tarzan, O Rei da Selva) é um romance de autoria do escritor norte-americano Edgar Rice Burroughs. Publicado em 1928, é o décimo-primeiro de uma série de vinte e quatro livros sobre o personagem Tarzan.

## Resumo
Tarzan é capturado por beduínos traficantes de marfim, enquanto descansava nas costas de Tantor, o elefante. Liderados pelo xeque Ibn Jad, os beduínos estão à procura do lendário tesouro da cidade perdida de Nimmr. Enquanto discutem como eliminar Tarzan sem incorrer na ira de seus aliados selvagens, o senhor da selva é resgatado por Tantor.
Um safári atravessa a floresta, liderado por dois norte-americanos com diferentes objetivos. Enquanto James Blake deseja apenas fotografar animais, Wilbor Stimbol está atrás de troféus. Ao salvar um gorila caçado por Stimbol, Tarzan o expulsa de seus domínios.
Blake acaba por se perder da expedição e vai parar no secreto Vale do Sepulcro, onde descobre remanescentes de cruzados da época de Ricardo Coração de Leão, que habitam duas cidades beligerantes.
Blake é adotado pelos cavaleiros de Nimmr, que reconhecem sua nobreza e o treinam na arte militar. Logo, Blake está apaixonado pela bela princesa Guinalda.
Stimbol se junta ao bando de Ibn Jad, e essa canalha avança em direção a Nimmr, com intenção de saqueá-la. Tarzan, determinado a impedi-los, segue atrás.

## História editorial
Com o nome de Tarzan the Invincible, o romance foi escrito entre 13 de maio e 22 de julho de 1927.
Apareceu inicialmente em seis números sucessivos da revista pulp Blue Book Magazine, de dezembro de 1927 até maio de 1928, já com o título definitivo. O ilustrador da edição de dezembro é desconhecido, mas a de janeiro é de J. Allen St. John, no que foi seu primeiro trabalho em revista sobre o personagem. Frank Hoban é o autor de todas as ilustrações internas.
A primeira edição em livro saiu em 15 de setembro de 1928 pela A.C. McClurg, com tiragem de 7.500 exemplares, a menor dentre todas as obras de Burroughs publicadas por essa editora. Três novas reimpressões se seguiram no mesmo mês, todas com capa e ilustrações internas de J. Allen St. John. Tarzan, Lord of the Jungle foi a última narrativa de Burroughs a sair pela A.C. McClurg.
No Brasil, o romance foi publicado pela Companhia Editora Nacional em 1935, sob o número 37 da respeitada coleção Terramarear, com tiragem de quinze mil exemplares. A tradução ficou a cargo de Godofredo Rangel, importante escritor mineiro da primeira metade do século XX. Cinco novas edições saíram do prelo entre 1947 e 1968, as três primeiras com dez mil e as duas últimas com cinco mil unidades cada.
Em 1959, uma edição luxuosa foi lançada pela CODIL - Companhia Distribuidora de Livros, ilustrada por Manoel Victor Filho. A obra era parte de um pacote com onze outras aventuras de Tarzan publicadas por aquela editora.
Em Portugal, o livro foi editado pela Portugal Press, sediada em Lisboa, que lançou também todas as demais histórias do herói.

## Adaptações

### Quadrinhos
A primeira quadrinização foi na forma de tiras diárias, publicadas de 9 de fevereiro a 30 de maio de 1931, com ilustrações de Rex Maxon e roteiro de R.W. Palmer.
A primeira adaptação em revistas em quadrinhos, bastante reduzida, foi lançada pela Gold Key nas edições de junho e julho de 1968 de "Tarzan of the Apes", ilustrada por Russ Manning e roteirizada por Gaylord Du Bois. No Brasil, a EBAL lançou essa adaptação no final da década de 1960, na coleção Lança de Prata, com relançamento na edição de setembro de 1986 da revista "Tarzan".